# Пруди (Краснобаковський район)
Пруди (рос. Пруды) — селище в Краснобаковському районі Нижньогородської області Російської Федерації.
Населення становить 3274 особи. Входить до складу муніципального утворення Прудовська сільрада.

## Історія
Від 2009 року входить до складу муніципального утворення Прудовська сільрада.

## Населення
| 2002 | 2010  |
| ---- | ----- |
| 3871 | ↘3274 |